# Kreisende Eisscheibe

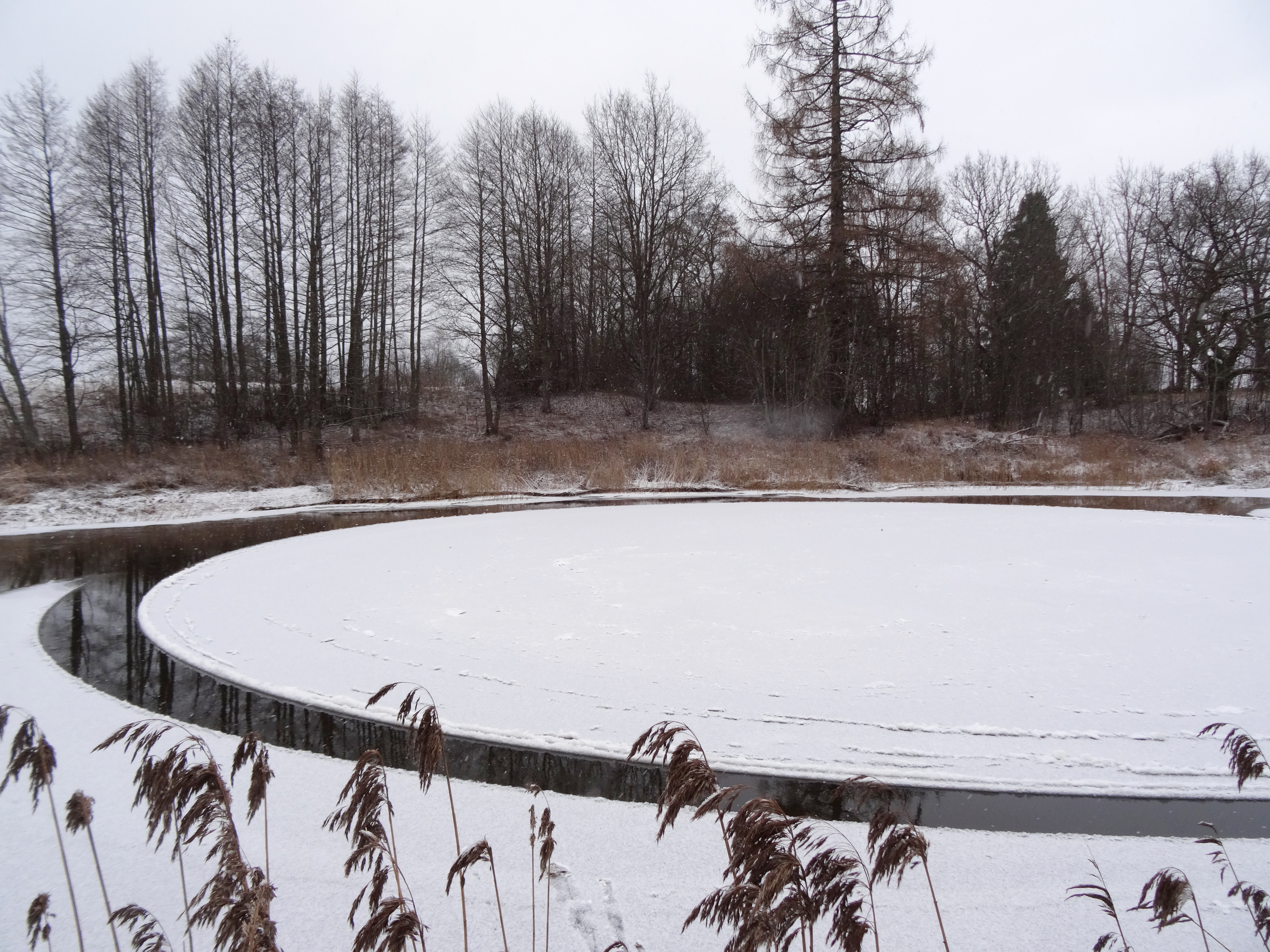
Das Eisrad von Vana-Vigala (Januar 2016)

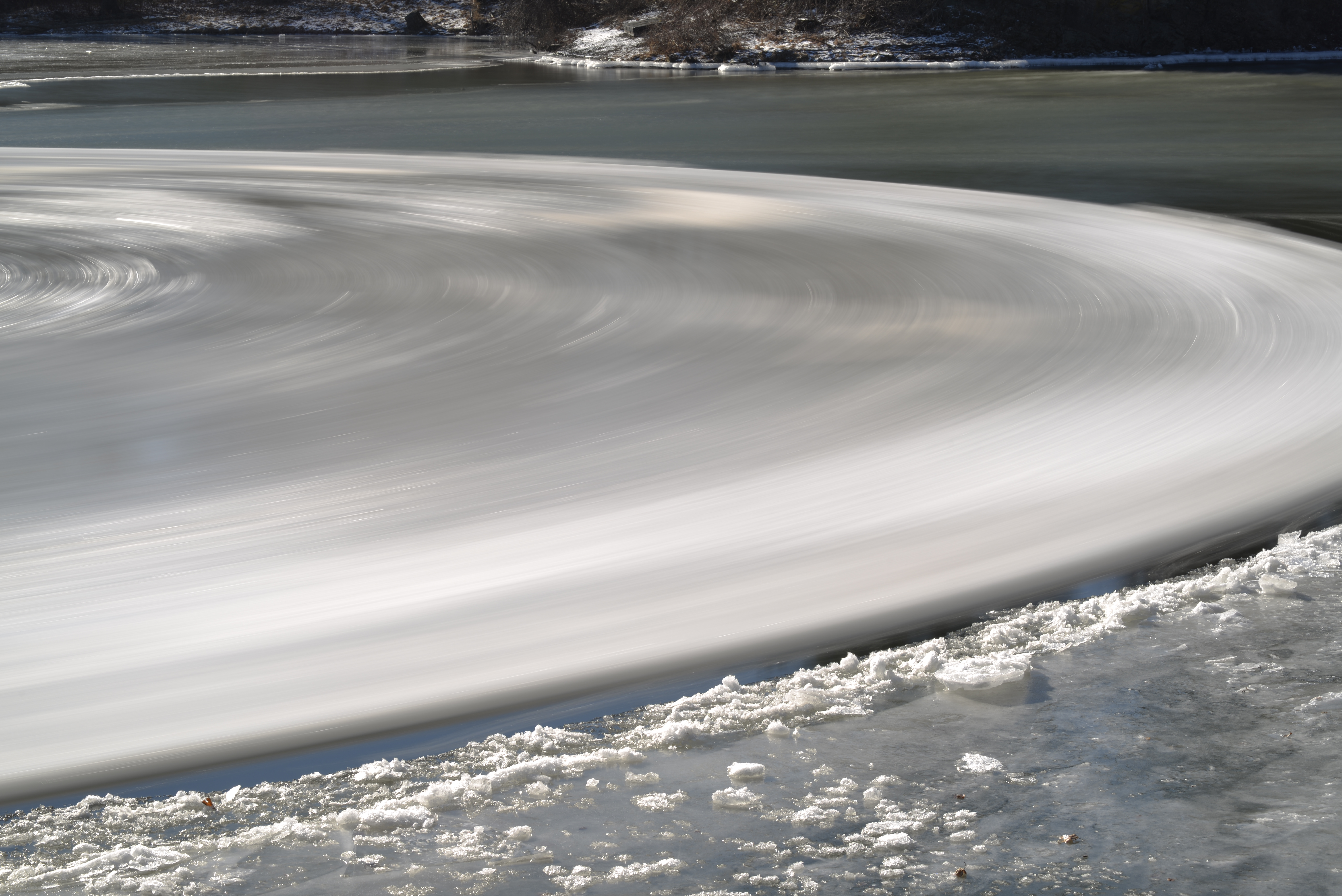
Langzeitbelichtung einer kreisenden Eisscheibe

Eine kreisende Eisscheibe ist eine seltene winterliche Naturerscheinung. Sie entsteht etwa auf Ausbuchtungen von Fließgewässern, wenn sich dort auf einem langsam drehenden Strudel eine Eisdecke bildet, die durch die Reibung mit dem am Ufer entstehenden Eis eine kreisrunde Form annimmt. Bekannt sind Eisscheiben mit Durchmessern von mehreren Metern bis zu 200 Metern. Eisscheiben wurden vor allem in Ländern mit einem kaltgemäßigten Klima beobachtet wie im Norden der USA, Kanada, Skandinavien, der Arktis und seltener auch in Großbritannien.
Das Phänomen kreisender Eisscheiben entsteht beim Auftauen von Flüssen, vorwiegend im Frühjahr. Die Scheiben drehen sich selbst bei stillem Wasser um sich selbst. Auch wenn keine Strömung erkennbar ist, rotieren sie mit konstanter Geschwindigkeit. Eine seit dem Jahr 2004 regelmäßig erscheinende Eisscheibe mit rund 20 Metern Durchmesser ist das Eisrad von Vana-Vigala auf dem Fluss Vigala in Estland. Es gibt Berichte und Dokumente zur Sichtung einer Eisscheibe im Jahre 2013 auf dem Sheyenne River im US-Bundesstaat North Dakota mit etwa 15 Metern Durchmesser und die Beobachtung einer Scheibe in Vestaburg im US-Bundesstaat Michigan im Jahre 2017. Im Januar 2019 wurde auf dem Presumpscot River in Westbrook (Maine) eine etwa 100 Meter große Eisscheibe beobachtet.
Eine kreisende Eisscheibe wurde bereits 1895 in der US-amerikanischen Zeitschrift Scientific American nach Sichtung auf dem Mianus River bei Bedford im Westchester County im US-Bundesstaat New York beschrieben.
Physiker der Universität Lüttich führten im Jahre 2016 Laborversuche durch, bei denen sich zeigte, dass schmelzende Eisscheiben in relativ warmem Wasser auch dann in Rotation geraten können, wenn gar kein Antrieb durch eine externe Strömung besteht. Das Phänomen entsteht, wenn sich das Schmelzwasser unter der Scheibe auf 4 °C abgekühlt hat und beginnt, im umgebenden wärmeren Wasser abzusinken. Das Sinken des Schmelzwassers führt zu einer Verwirbelung unter der Eisschicht, welche die Rotation der Scheibe bewirkt.